# De Dietrich Type CI
Der De Dietrich Type CI ist eine Baureihe von Pkw-Modellen aus den 1900er Jahren. Dazu gehören Type SCI, Type CCI und Type TCI. Hersteller war die Société de Dietrich et Cie de Lunéville in Frankreich.

## Beschreibung
Das einzige Baujahr war 1905. Vorgänger war der Type SI. Nachfolger wurde Lorraine-Dietrich Type DI des Folgeunternehmens Lorraine-Dietrich.
Der Motor entstand nach einer Lizenz von Turcat-Méry. Er ist ein Vierzylinder-Reihenmotor mit IOE-Ventilsteuerung. Jeweils zwei Zylinder sind paarweise zusammengegossen. 104 mm Bohrung und 120 mm Hub ergeben 4077 cm³ Hubraum. Der Motor war damals in Frankreich steuerlich mit 16 CV eingestuft.
Der Motor ist vorn längs im Fahrgestell eingebaut. Er treibt über Ketten die Hinterräder an. Die Bremse wirkt zeittypisch nur auf die Hinterachse.
Der Radstand beträgt beim Type SCI 275 cm, beim Type CCI 295 cm und beim Type TCI 315 cm.